# Formule Gloria
De Formule Gloria is een amateur formule raceklasse. Het wordt georganiseerd door
DNRT en Racing Concepts. Er doen 18 auto's mee en er zijn 4 races in een seizoen. Het is een relatief goedkope klasse: € 3000 per evenement exclusief btw en schades. In 2008 werd dit kampioenschap samen gereden met de Belgische Formule 16.

## De auto
De gebruikte auto is een Gloria B4-10Y van Gloria Cars uit Italië. Het is een stalen auto met een buizenframe. De motor is een 1000cc 145pk sterke Yamaha. De auto is voorzien van voor- en achterspoiler maar er is geen diffuser. De auto weegt in totaal 380 kg. De banden zijn Toyo semi-racebanden.

## Race kalender
- 29 en 30 maart 2008 Spa-Francorchamps
- 17 en 18 mei 2008 Circuit Zolder
- 14 en 15 juni 2008 Circuit Park Zandvoort
- 2 en 3 augustus 2008 Circuit Park Zandvoort
- 12 en 13 september 2008 Motorsport Arena Oschersleben
- 18 en 19 oktober 2008 Circuit Park Zandvoort
- 25 en 26 oktober 2008 Misano Circuit

## Kampioenen

### Nederland
| Jaar | Naam               | Auto          | B4-Cup      |
| ---- | ------------------ | ------------- | ----------- |
| 2007 | Joey Hanssen       | Gloria B4-10Y |             |
| 2008 | Reynier de Pundert | Gloria B5-10Y | Derwin Belt |

### Gloria Scouting Cup
| Jaar                   | Naam                   | Auto                   |
| Formula Gloria Eurocup | Formula Gloria Eurocup | Formula Gloria Eurocup |
| ---------------------- | ---------------------- | ---------------------- |
| 2007                   | Andrés Miguel Rios     | Gloria B5-10Y          |
| Gloria Scouting Cup    |                        |                        |
| 2008                   | Andrea Cecchellero     | Gloria B5-10Y          |

### Italië
| Jaar | Coureur           | Auto          |
| ---- | ----------------- | ------------- |
| 2003 | Riccardo Azzoli   | Gloria B4-10Y |
| 2004 | Davide Amaduzzi   | ?             |
| 2005 | Giovanni Faraonio | ?             |

### Duitsland
| Jaar | Naam            | Auto          |
| ---- | --------------- | ------------- |
| 2009 | nog niet bekend | Gloria B5-10Y |